# Weißwangenstar
Der Weißwangenstar (Spodiopsar cineraceus), auch Grau- oder Ascherstar, ist ein Singvogel aus der Familien der Stare. Sein Verbreitungsgebiet erstreckt sich auf Japan, Korea, Taiwan und China sowie den südlichen Teil des Russischen Fernen Ostens.
Die Art ist monotypisch.

## Merkmale

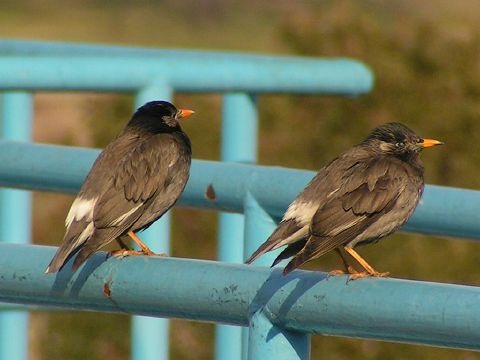
Weißwangenstare

Weißwangenstare besitzen ein für die Stare charakteristisches Erscheinungs- und Flugbild. Die Vögel erreichen Längen von bis zu 24 Zentimetern und ein Gewicht von 23 Gramm. Die Schwanzlänge beträgt zwischen 62,5 (♀) und 66 (♂) Zentimeter, die Spannweite beim kleineren Weibchen 125 Millimeter und beim Männchen bis zu 129 Millimeter.
Das dunkelgraue bis braune Gefieder wird um eine schwärzliche Haube, Flügel- und Schwanzspitzen ergänzt, während Stirn, Kinn und Wangen weißlich gefärbt und mit dunklen Streifen durchsetzt sind. Das Gefieder auf der Unterseite ist mittelbraun mit einem weißen Bürzel. Die Färbung der Weibchen erscheint insgesamt matter. Der Schnabel ist orange gefärbt mit einer schwarzen Spitze. Die Beine sind ebenfalls blassorange.
Jungvögel weisen eine insgesamt mattere Färbung auf. Außerdem fehlt die Schwarzfärbung der Schnabelspitze.
Der Ruf ist monoton und knarzend.

## Verbreitung und Habitat
Die Art brütet in Ostasien von der Mongolei und Daurien im Westen über das nördliche China, die russischen Regionen Primorje und Chabarowsk, die Koreanische Halbinsel und ganz Japan. Im nördlichen Teil des Verbreitungsgebietes ist der Weißwangenstar ein Zugvogel, in den südlicher gelegenen Gebieten ein Standvogel. In weiten Teilen Japans überwintern die Vögel in den Brutgebieten, auch auf der nördlichen Insel Hokkaidō sind in den letzten Jahren vermehrt Überwinterungen zu beobachten gewesen. Die Überwinterungsgebiete liegen im Süden Chinas, auf Taiwan und den Philippinen.
Weißwangenstare bevorzugen die Ränder von Laubwälder und kleine Haine in der Nähe offener Flächen für die Nahrungssuche. Die Art wird oft in der Nähe menschlicher Behausungen, auf landwirtschaftlich genutzten Flächen und Obstgärten sowie in urbanen Gebieten mit Parks und Grünflächen angetroffen. Innerhalb ihres Verbreitungsgebietes sind die Weißwangenstare eine häufig vorkommende Art, die sich außerhalb der Brutzeit und im Winter äußert gesellig verhält und in recht großen Schwärmen versammelt.

## Verhalten

### Brutverhalten

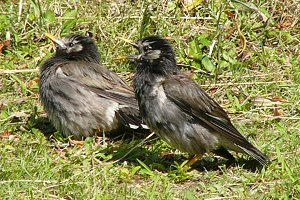
Jungvögel

Die Brutperiode erstreckt sich von März bis Juli und kann zwei Bruten umfassen. Die monogamen Brutpaare finden sich bereits im Winter in den großen Schwärmen. Im März kommt es regelmäßig zu Auseinandersetzungen um die besten Brutplätze. Die Nester werden in Baumhöhlen, Rollladenkästen von Häusern, Ziegelzwischenräumen oder Steinmauern angelegt. Die Brut besteht aus vier bis sieben blass-grünbläuliche Eier, deren Größe, Farbe und Form je nach Individuum Variationen unterliegt. Die Brutdauer beträgt in der Regel zwölf Tage, wobei sowohl das Männchen als auch das Weibchen die Eier bebrüten. Beide Eltern füttern die Jungen, die nach ca. 23 Tage flügge werden. Anschließend verbringen sie noch etwa einen Monat mit ihren Eltern in einem Familienschwarm, bevor sie sich einem aus Jungvögeln bestehenden Schwarm anschließen.
Die Art ist von Brutparasitismus durch den Kuckuck und den Gackelkuckuck betroffen. Darüber hinaus ist bei Weißwangenstaren intraspezifischer Brutparasitismus zu beobachten, wovon bis zu zwanzig Prozent der Gelege betroffen sein können.

### Nahrung
Weißwangenstare sind omnivor. Ihre Nahrung besteht aus Würmern und Insekten, im Frühsommer ergänzen die Vögel diese durch Kirschen. Im Herbst kommen die Samen und Früchte von Hornsträuchern, dem Japanischen Schnurbaum (Sophora japonica) und dem Japanischen Liguster (Ligustrum japonicum) hinzu. Weißwangenstare verschmähen auch Obst wie Pfirsiche, Äpfel, Trauben und Kaki nicht. Zitrusfrüchte scheinen jedoch nicht zu ihrer Nahrung zu gehören. Im Herbst und Winter suchen die Vögel in großen Schwärmen landwirtschaftliche Flächen auf, wo sie mit ihren Schnäbeln im Boden nach Insekten suchen.

## Taxonomie

### Synonyme
Sturnus cineraceus, Temminck, 1835.

### Hybridisierung
Auf Shikoku wurden 2009 interspezifische Hybridisierung zwischen einem Weißwangenstarweibchen und einem männlichen Individuum des engverwandten Seidenstars beobachtet.